# Muzzana del Turgnano
Muzzana del Turgnano is een gemeente in de Italiaanse provincie Udine (regio Friuli-Venezia Giulia) en telt 2728 inwoners (31-12-2004). De oppervlakte bedraagt 24,4 km², de bevolkingsdichtheid is 111 inwoners per km².
De volgende frazioni maken deel uit van de gemeente: Casali Franceschinis.

## Demografie
Muzzana del Turgnano telt ongeveer 1043 huishoudens. Het aantal inwoners steeg in de periode 1991-2001 met 1,8% volgens cijfers uit de tienjaarlijkse volkstellingen van ISTAT.
| Jaar | Inwoneraantal |
| ---- | ------------- |
| 1991 | 2612          |
| 2001 | 2660          |

## Geografie
Muzzana del Turgnano grenst aan de volgende gemeenten: Carlino, Castions di Strada, Marano Lagunare, Palazzolo dello Stella, Pocenia.